# Proportion (Architektur)
In der Architektur ist die Proportion das Verhältnis der Längen-, Breiten- und Höhenmaße eines Bauwerks, einer Fassade oder eines Bauteils. Architekten aller Epochen nutzten unterschiedliche Proportionssysteme. Die theoretische Auseinandersetzung mit Proportionen in der Architektur wird auch als Proportionslehre bezeichnet.
Eine den Möglichkeiten moderner, fach- und sachübergreifender Wissenschaft entsprechende Theorie und Praxis der Proportionslehre und -forschung wird im deutschen Sprachraum noch für lange Zeit ein Desiderat bleiben. Die traditionelle vor 1830 errichtete Architektur fast aller Kategorien war grundsätzlich durch Proportion geprägte Gestaltqualitäten charakterisiert; auch die ländlicher Architektur von Bauernhäusern und agrarräumlicher Funktionsbauten.
Im Zusammenhang mit der Ästhetik spielen Proportion und etliche andere, oft mathematischen Algorithmen verwandte Gestaltrelationen insofern eine wichtige Rolle, als sie der Wahrnehmung eine Reduktion der Informationsfülle auf Informationsordnung (Informationsreduktion) sowie anschließende Informationsanreicherung erleichtern und somit mehr oder minder versteckte Gestaltqualitäten leichter erfassbar machen. So vermitteln Proportion und andere Quasialgorithmen der Gestalt zwischen Ordnung (Einheit) und Vielfalt (Komplexität), und dieses ist eine wichtige Voraussetzung für Ästhetik. Ordnung degeneriert so nicht zu starrer Monotonie, Vielfalt nicht zu (nichtfraktalem) Chaos. Die fraktale Mathematik erschließt seit wenigen Jahrzehnten viele neue Möglichkeiten, ästhetische Relationen neben Proportion, Symmetrie, Rhythmus und vielen anderen Gestaltgesetzen objektiv erfassbar zu machen.

## Zahlenverhältnisse
Proportionen stellen Verhältnisse dar. Sie lassen sich von einem Ganzen zu einzelnen Teilen beziehen oder Einzelteile untereinander zu einem addierten Ganzen. Ein Bauwerk über Zahlenverhältnisse zu proportionieren, ist die einfachste und früheste Form von Maßstabsfestlegungen. Ein Maß, durch regionale Längenmaße bestimmt (Fuß oder  Elle), lässt sich beliebig vervielfachen oder Einrichtungsgegenstände, wie die Tatami-Matte, dient als Maßstab für die Größe eines Raumes. Ein frühes Bauwerk, welches nach Zahlenverhältnissen dimensioniert worden sein soll, ist der Salomonische Tempel, seine Beschreibung findet sich in der Bibel im ersten Buch der Könige (Kapitel 6 und 7).
Die Pythagoreer entdeckten mit Hilfe des Monochords, dass musikalische Harmonien einfachen Zahlenverhältnissen entsprachen, gemessen aus der Länge einer Tonsaite wird die Oktave bei Halbierung (Verhältnis 2 : 1) einer Saite erzeugt, die Quinte entspricht dem Verhältnis 3 : 2 und die Quarte 4 : 3. Auf dem Monochord lässt sich noch die Duodezime (3 : 1) und die Doppeloktave (4 : 1) direkt ablesen. Diese Verhältnisse ließen sich direkt auf die Geometrie und so in die Baukunst übertragen. Diese Verhältnisse finden sich auch im Salomonischen Tempel wieder. Zunächst galten nur diese Proportionen als konsonant, ab der Renaissance kamen noch weitere Intervalle hinzu.

## Säulenordnungen
Grundlegend für die Proportionslehre sind die klassischen Säulenordnungen. Je nachdem, ob es sich um die dorische, ionische oder korinthische Ordnung handelt, wird ein bestimmtes Verhältnis von Höhe zu Breite der Säule gefordert und eine entsprechende Form von Basis, Kapitell und Gebälk. Architekturtraktate wie die Sieben Bücher des Sebastiano Serlio verbreiteten die Lehre der Säulenordnungen in der Renaissance. Die Bauten des Andrea Palladio zeichnen sich durch festgelegte Proportionen der Räume (Breite zu Länge) und Fassaden aus.

## Mittelalter

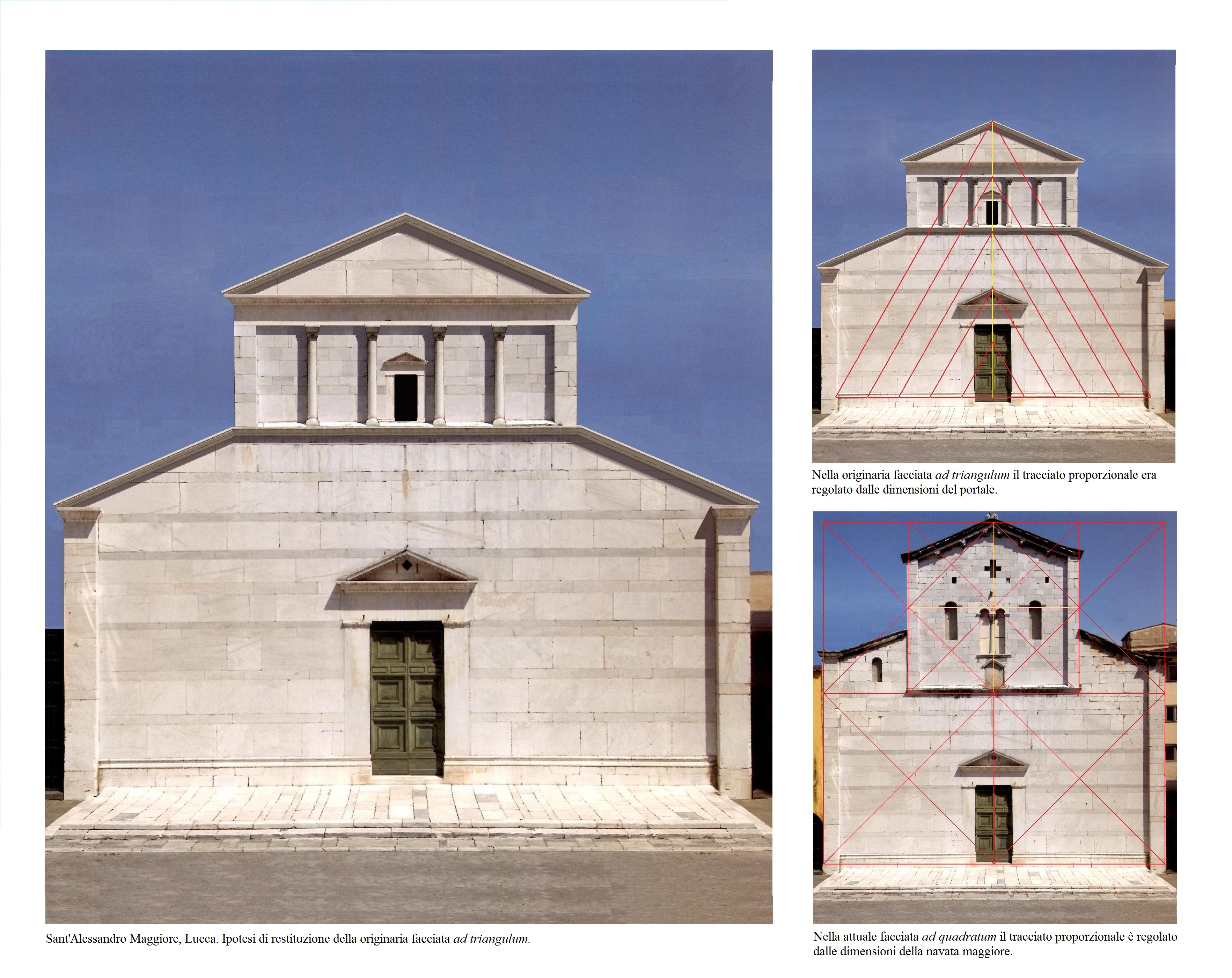
Sant’Alessandro Maggiore (Lucca): erste Bauphase der Fassade ad triangulum und heutige Fassade ad quadratum

Entgegen romantischer Behauptungen, welche im frühen 19. Jahrhundert in der erwachenden Mittelalterbegeisterung aufkamen, gab es in der Romanik und Gotik zumindest bis etwa 1480 keinerlei geometrische oder arithmetische Proportionierung. Die zu Hunderten nachträglich mittelalterlichen Gebäuden unterlegten Proportionsschemata entbehren jeder Grundlage, wie Konrad Hecht überzeugend nachgewiesen hat (Maß und Zahl in der mittelalterlichen Baukunst).
Diese Aussage von Hecht wurde von Albrecht Kottmann eindeutig widerlegt z. B. am Freiburger Münster.
Eine einfache geometrische Proportion in Bauten der Romanik ist der Quadratische Schematismus. Geometrische Entwurfsverfahren wie die Triangulatur und die Quadratur, wie sie in spätmittelalterlichen Werkmeisterbüchern vorgestellt werden, sind in ihrer Bedeutung für die gotische Baupraxis umstritten.

## Renaissance
In der Renaissance war die Frage der Proportion in der Architektur sehr bedeutsam, dabei wurden verschiedene Ansätze verfolgt:

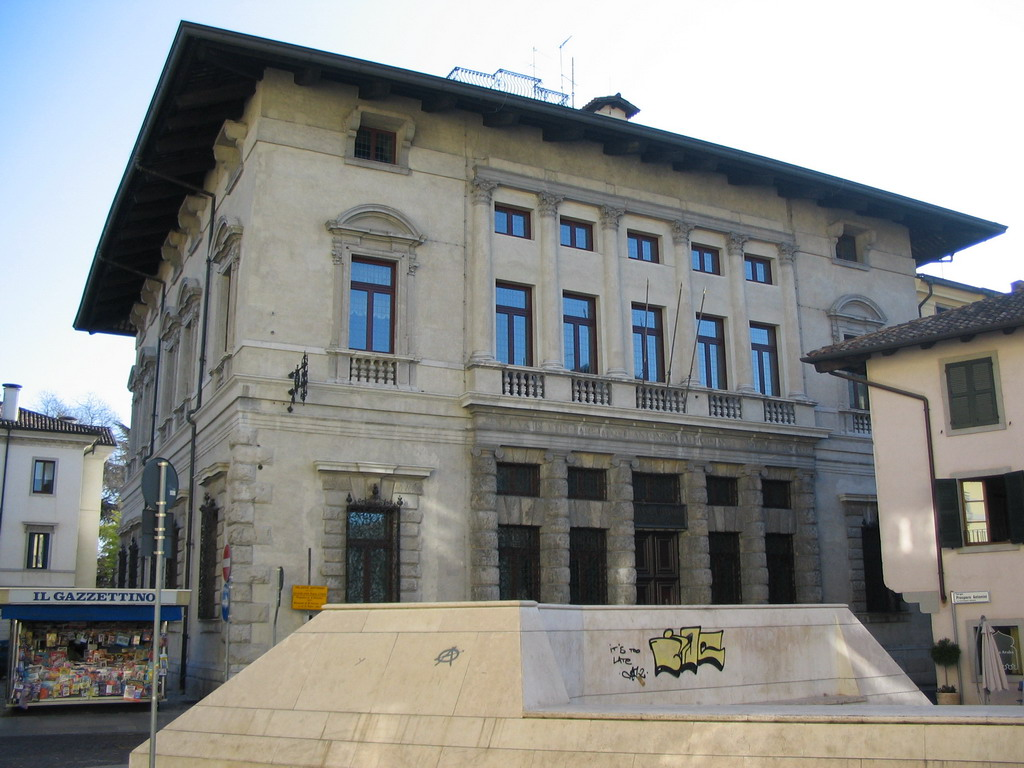
Palladios Palazzo Antonini in Udine

Andrea Palladio stellt in seinen „Vier Büchern zur Architektur“ eine Hierarchie der Raumproportionen auf, die direkt auf Platon zurückgeht. „Es gibt sieben der schönsten und am besten proportionierten Zimmerarten ...“:
- Der Raum sei rund oder quadratisch, weil hier die Ränder gleich weit von ihrem Mittelpunkt liegen.
- Das Quadrat wird verlängert über seine Diagonale (Proportion aus Wurzel(2), Verhältnis 1: 1,41...).
- Die Länge sei 1 1/3 ihrer Breite (Verhältnis: 3:4 oder 1:1,33; musikalisch: Quarte).
- Die Länge sei 1 1/2 ihrer Breite (Verhältnis: 2:3 oder 1:1,5; musikalisch: Quinte).
- Die Länge sei 1 2/3 ihrer Breite (Verhältnis: 3:5 oder 1:1,67; musikalisch: Große Sexte).
- Der Raum sei zwei Quadrate groß (Verhältnis: 1:2; musikalisch: Oktave).[5]

In seinen Vier Büchern finden sich eine Reihe von Villen- und Palastentwürfen, den Palast Antonini zeigt er als erstes Beispiel, dessen Räume werden nach diesen Kategorien proportioniert. Die Höhe der Räume entspricht deren Breite, die Höhe des Mezzaningeschosses soll um ein Sechstel niedriger sein als die des Hauptgeschosses darunter.

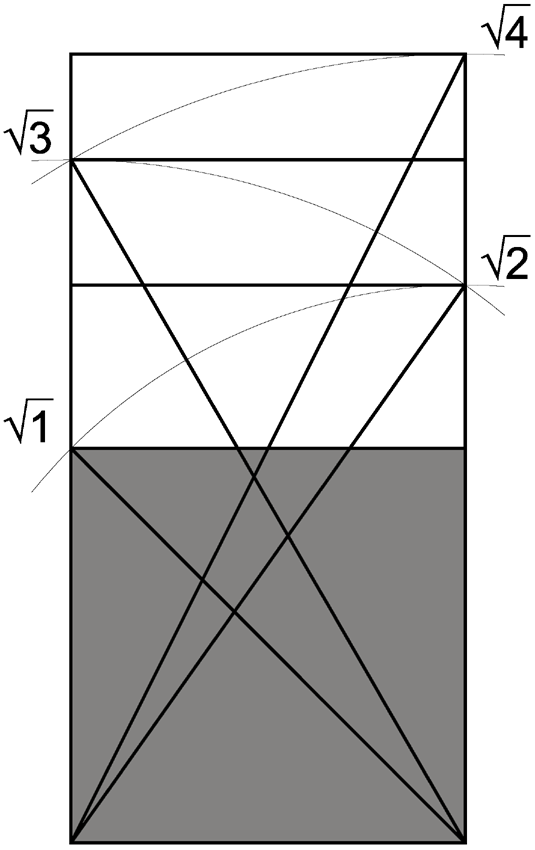
Zeichnen der Wurzelproportionen mit einem Quadrat beginnend

Daniele Barbaro und Andrea Palladio übertragen den Vitruv aus dem Lateinischen ins Italienische und ergänzen ihn um mathematische und geometrische Methoden sowie um Zeichnungen aus der Geometrie und der Architektur. Darin beschreiben sie auch die Proportionierung der Wurzeldiagonalen, die den Architekten weitere Proportionen für einen harmonischen Entwurf an die Hand geben. Vorgehen: Ein Quadrat wird an einer Seite um seine Diagonale verlängert, die Proportion 1 : √2 (1:1,414..) entsteht. Das neugebildete Rechteck wird erneut um seine Diagonale verlängert, die Triangulatur entsteht (Proportion 1:√3, 1:1,732..). Auf diese Weise ergeben sich nacheinander die √4-, die √5- , √n-Proportionen.
Da Wurzelproportionen meist inkommensurable Zahlen erzeugen, wurde in der Vergangenheit mit Näherungen gearbeitet, die für die damaligen Baumeister hinreichend genau waren:
- √2 aus 1,414 : 1 wurde 7:5 oder 17:12 oder 21:15
- √3 aus 1,732 : 1 wurde 7:4 oder 12:7
- √5 aus 2,236 : 1 wurde 20:9
- √6 aus 2,449 : 1 wurde 17:7 oder 22:9

Auch Wurzelproportionen wurden durch Näherungen besser zu handhaben:
- √3 : √2 aus 1,723 : 1,414 wurde 26:21
- √4 : √3 aus 2,000 : 1,723 wurde  7:6 oder 8:7 oder 15:13
- √4 : √3 : √2 : √1 wurde zu 30:26:21:15

Die Maße 30:26:21:15 Vicentiner Fuß (ca. 34,7 cm) hat Palladio für seinen Villenentwurf La Rotonda angegeben.
Um die Vielzahl der verschiedenen Proportionen zu harmonisieren, beschreiben Alberti und Palladio die Anwendung der Mittelmaße. Dazu wird beispielsweise das arithmetische Mittel (Durchschnitt) aus Länge und Breite eines Grundrisses mathematisch oder geometrisch bestimmt, um dadurch etwa die Höhe des Raumes oder die Proportion des nachfolgenden Raumes zu finden. Zur größeren Variationsmöglichkeit wird von beiden Architekten noch das geometrische Mittel und das harmonische Mittel beschrieben.

## Goldener Schnitt

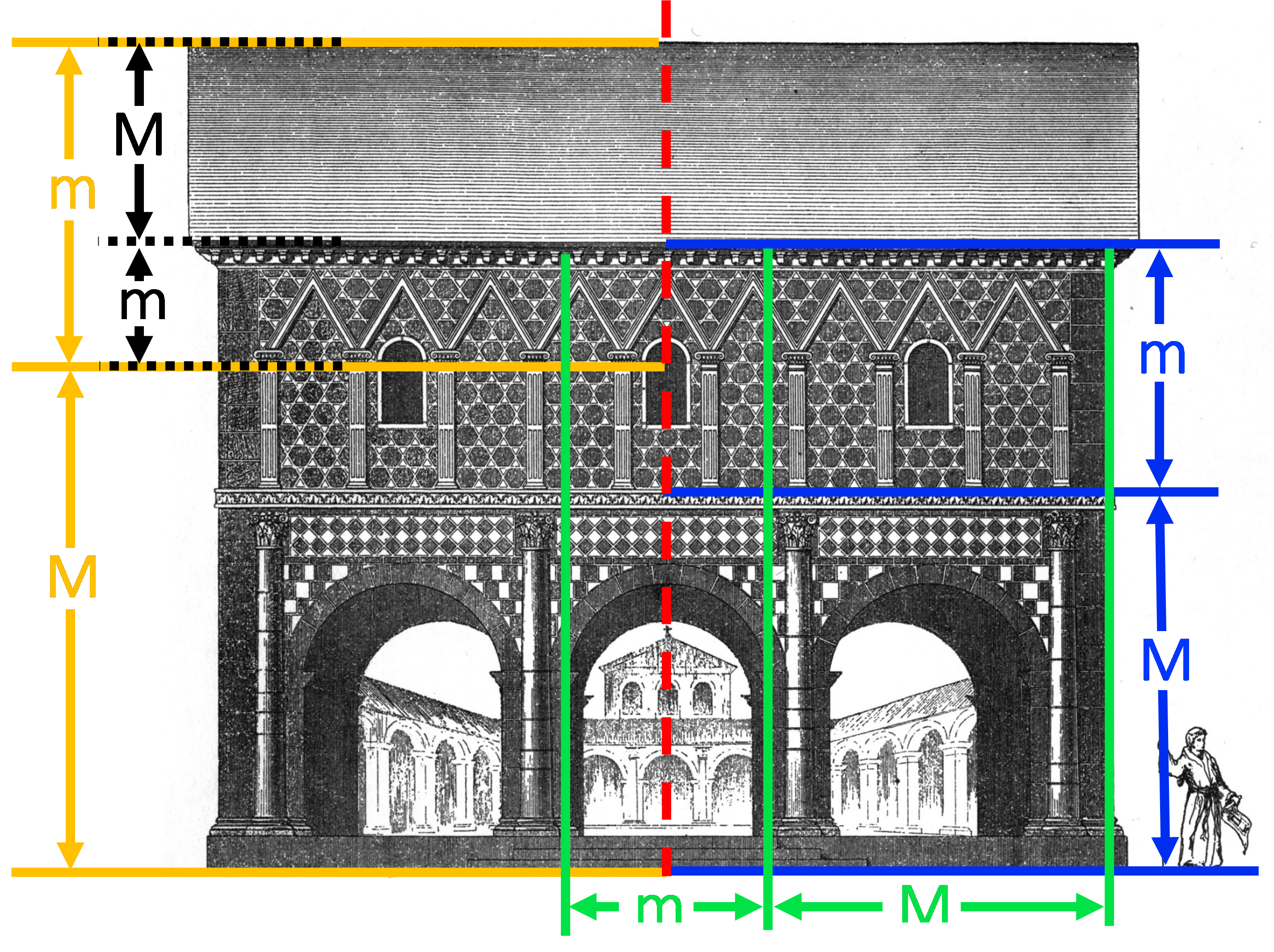
Die Fassade der Torhalle in Lorsch zeigt Proportionen des Goldenen Schnitts.

Viele Werke der griechischen Antike werden als Beispiele für die Verwendung des Goldenen Schnittes angesehen wie beispielsweise die Vorderfront des 447–432 v. Chr. unter Perikles erbauten Parthenon-Tempels auf der Athener Akropolis. Da zu diesen Werken keine Pläne überliefert sind, ist nicht bekannt, ob diese Proportionen bewusst oder intuitiv gewählt wurden.
Auch in späteren Epochen finden sich zahlreiche Beispiele für die goldene Proportion, wie etwa die Fassade der Torhalle in Lorsch (770 n. Chr.).
Die Ansicht, dass der Goldene Schnitt mit Proportion identisch sei, ist aus kategorieller Perspektive falsch. Gleichwohl hat der Goldene Schnitt eine kaum zu unterschätzende Bedeutung für die ästhetische Wirkung (Gestaltprägnanz) von Objekten der Architektur, Kultur, Kunst, Natur und aller anderen Bereiche.

## Menschliche Proportion

Proportionsschema der menschlichen Gestalt nach Vitruv – Skizze von Leonardo da Vinci, 1485/90, Venedig, Galleria dell' Accademia

Vitruv, Leonardo da Vinci und Le Corbusier fanden die Grundlagen ihrer Proportionssysteme in der menschlichen Gestalt. Hier wurden alle Größen (und Teilgrößen) aufeinander bezogen. Le Corbusier entwickelte ab 1940 ein einheitliches Maßsystem basierend auf den menschlichen Maßen und dem Goldenen Schnitt. Er veröffentlichte es 1949 in seiner Schrift Der Modulor, die zu den bedeutendsten Schriften der Architekturgeschichte beziehungsweise -theorie gezählt wird.

## Zusammenstellung der Proportionen
Die nachstehende Tabelle zeigt Proportionen (Auswahl) geordnet vom Quadrat bis zur Doppeloktave. Theoretisch gibt es in diesem Bereich unendlich viele Proportionen, nur sind die einzelnen vom Menschen kaum mehr zu unterscheiden. Die Hintergrundfarben ordnen die Proportionen bestimmten Proportionssystemen zu.
- gelborange = Goldener Schnitt
- weiß = Musikalische Proportion
- grau = Wurzelproportion
- flieder = Musikalische - und Wurzelproportion

| Bezeichnung      | Verhältnis | Bemerkung                                            |
| ---------------- | ---------- | ---------------------------------------------------- |
| Quadrat          | 1:1,000    | Musikalische Proportion: Prim                        |
| Gr. Sekunde      | 1:1,125    | Musikalische Proportion 8:9                          |
| Kleine Terz      | 1:1,200    | Musikalische Proportion 5:6                          |
| Gr. Terz         | 1:1,250    | Musikalische Proportion 4:5                          |
| Quarte           | 1:1,333    | Musikalische Proportion 3:4                          |
| Wurzel aus 2     | 1:1,414    | Wurzeldiagonale aus einem Quadrat                    |
| Quinte           | 1:1,500    | Musikalische Proportion 2:3                          |
| Kl. Sexte        | 1:1,600    | Musikalische Proportion 5:8                          |
| Goldener Schnitt | 1:1,618    | -                                                    |
| Gr. Sexte        | 1:1,667    | Musikalische Proportion 3:5                          |
| Wurzel aus 3     | 1:1,723    | Wurzeldiagonale aus Rechteck aus Wurzel 2            |
| Kleine Septime   | 1:1,800    | Musikalische Proportion 5:9                          |
| Gr. Septime      | 1:1,875    | Musikalische Proportion 8:15                         |
| Oktave           | 1:2,000    | Musikalische Proportion 1:2, Wurzel aus 4            |
| Kleine None      | 1:2,133    | Musikalische Proportion 15:32                        |
| Gr. None         | 1:2,250    | Musikalische Proportion 4:9                          |
| Wurzel aus 5     | 1:2,236    | Wurzeldiagonale aus Doppelquadrat                    |
| Kl. Dezime       | 1:2,400    | Musikalische Proportion 5:12                         |
| Wurzel aus 6     | 1:2,450    | -                                                    |
| Dezime           | 1:2,500    | Musikalische Proportion 2:5                          |
| Undezime         | 1:2,667    | Musikalische Proportion 3:8                          |
| Duodezime        | 1:3,000    | Musikalische Proportion 1:3                          |
| Doppeloktave     | 1:4,000    | Musikalische Proportion 1:4, Wurzelproportion aus 16 |

## Proportionsanalysen
Die Proportionsanalyse ist ein Teilgebiet der Proportionslehre. In der Literatur finden sich oft vorschnell Zuschreibungen von bestimmten Proportionen auf ein Bauwerk. Dieses Vorgehen hat die Proportionsforschung in Misskredit gebracht, wie Erwin Panowsky feststellte.
Der Architekt Rob Krier zeigte dieses Problem auf; in seinem Studium erstellte er ein Aufmaß der Kathedrale von Auxerre. Er konnte an diesem Bauwerk verschiedene Proportionssysteme an markanten Formen wiederfinden. So fand er überzeugend Proportionen aus der Triangulatur, des Goldenen Schnittes und bestimmter Zahlenverhältnisse wieder.
Als ein Erdbeben 1981 dem Parthenon auf der Akropolis schwere Schäden zufügte, organisierte die ETH Zürich ein Symposium, das weltweit die Experten zusammenbrachte, die zum Parthenon geforscht hatten. Es stellte sich heraus, dass es über 50 verschiedene Aufmaße gab, alle wichen voneinander ab, nicht einmal ein einheitliches Fußmaß konnte bestimmt werden, sie schwankten von 29,7 cm bis 32,8 cm.  Aus der Auswertung erstellte Erich Berger, der Herausgeber des Readers, eine brauchbare Liste von Qualitätsmerkmalen für Proportionsanalysen:
- Ein genaues Aufmaß ist zu erstellen.
- Die ermittelten Maße sind in die damaligen, historischen Maße zu übertragen.
- Das Bauwerk ist zu untersuchen, ob es zwischenzeitlich größere Umbauten oder Reparaturen gab, oder ob und wo die Handwerker seinerzeit mit Toleranzen gearbeitet haben.
- Hilfreich wären schriftliche Aussagen der damaligen Bauherren oder Planer.[14]